# Galium hypocarpium
Galium hypocarpium är en måreväxtart som först beskrevs av Carl von Linné, och fick sitt nu gällande namn av Stephan Ladislaus Endlicher och August Heinrich Rudolf Grisebach. Galium hypocarpium ingår i släktet måror, och familjen måreväxter.

## Underarter
Arten delas in i följande underarter:
- G. h. alluviale
- G. h. buxifolium
- G. h. hypocarpium
- G. h. titicacum